# Раухівка
Раухівка — селище Березівського району Одеської області України. Адміністративний центр Раухівської селищної громади.

## Новітня історія
В жовтні 2015-го у Раухівці відкрили меморіальну дошку честі Євгена Кравця (1988—2014) — бійця Української армії, загинув під Маріуполем.

## Населення

### Чисельність
| 2001    | 2003    | 2004    | 2005    | 2006    |
| ------- | ------- | ------- | ------- | ------- |
| ▼ 2 253 | ▬ 2 257 | ▲ 2 270 | ▲ 2 301 | ▲ 2 356 |
| 2007    | 2008    | 2009    | 2010    | 2011    |
| ▲ 2 426 | ▲ 2 550 | ▲ 2 589 | ▬ 2 287 | ▲ 2 603 |
| 2012    | 2013    | 2014    | 2015    | 2016    |
| ▲ 2 624 | ▲ 2 661 | ▲ 2 676 | ▲ 2 691 | ▲ 2 709 |
| 2017    | 2018    | 2019    | 2020    | 2021    |
| ▬ 2 715 | ▲ 2 720 | ▬ 2 711 | ▼ 2 666 | ▼ 2 648 |
| 2022    |         |         |         |         |
| ▼ 2 626 |         |         |         |         |

### Мова
Розподіл населення за рідною мовою за даними перепису 2001 року:
| Мова            | Кількість | Відсоток |
| --------------- | --------- | -------- |
| українська      | 1461      | 64.85%   |
| російська       | 715       | 31.74%   |
| румунська       | 24        | 1.06%    |
| білоруська      | 18        | 0.80%    |
| вірменська      | 14        | 0.62%    |
| болгарська      | 2         | 0.09%    |
| гагаузька       | 1         | 0.04%    |
| інші/не вказали | 18        | 0.80%    |
| Усього          | 2253      | 100%     |

## Постаті
- Пасулька Роман Сергійович (1999—2022) — старший лейтенант Збройних сил України. Учасник російсько-української війни.